# Leilani Joyce
Leilani Joyce, née le 15 avril 1974 à Hamilton (Nouvelle-Zélande), est une joueuse néo-zélandaise de squash. Elle est numéro 1 mondiale en novembre 2000. Elle remporte le British Open en 1999 et 2000, et elle est finaliste des championnats du monde en 2000 et 2001.

## Biographie
Elle grandit dans une famille de cinq enfants. Jeune, elle joue au rugby, tennis et basket-ball. Elle commence le squash à l'âge de dix ans.
En tant que junior, Leilani Joyce remporte le championnat de Nouvelle-Zélande des moins de 13 ans , moins de 15 ans, moins de 17 ans et moins de 19 ans, le championnat d'Australie des moins de 17 ans et moins de 19 ans, et d'Océanie moins de 19 ans.
Au début de sa carrière, elle est connue sous le nom de Leilani Marsh et a participé aux championnats du monde 1996 sous ce nom.
Sa première année sur le circuit international est 1993 et elle entame une ascension implacable dans le classement, atteignant la 6e place en 1998 et la 3e l'année suivante. Avec ses longs bras et ses jambes, Leilani Joyce utilisait bien son bras et était une volleyeuse puissante. Neven Barbour, qui a représenté la Nouvelle-Zélande pendant une décennie et a dirigé Leilani aux Jeux du Commonwealth, a déclaré qu'elle était devenue une joueuse exceptionnelle. « Leilani avait de bons coups et un bon toucher de balle. Elle était très efficace sur le terrain, étonnamment rapide. Elle a fait la fierté de la Nouvelle-Zélande avec son record à l'étranger », a-t-il déclaré.
Elle perce vraiment en 1999, lorsqu'elle remporte son premier titre du British Open, à Aberdeen, en sortant d'un tableau difficile. Elle bat Natalie Grinham, Sue Wright, Stephanie Brind et Natalie Grainger sans perdre un seul jeu et remporte une finale palpitante 5-9, 9-6, 9-3, 10-8 contre la championne du monde Cassie Jackman. Un journaliste note « son charme désarmant et son enthousiasme face à la victoire » et déclare qu'elle est une gagnante particulièrement populaire.
La saison suivante, classée numéro 1 mondiale, elle remporte son deuxième British Open, à Birmingham, ne concédant aucun jeu dans le tournoi.
Elle est passée à deux doigts de remporter un titre mondial. En 2000, elle rencontre l'Australienne Carol Owens en finale, à Édimbourg, et mène par deux jeux à rien avec des balles de matchs à 8-4 et 8-7 dans le troisième. Mais Owens remonte et l'a bat en cinq jeux. « Il m'a fallu beaucoup de temps pour me remettre de cette défaite », déclare Leila Joyce. "J'ai bien joué deux jeux et demi et il semblait que ce serait ma journée, mais quand Carol s'est défendue, j'ai progressivement perdu confiance en moi".
Lors des championnats du monde de 2001, Leila Joyce  atteint de nouveau la finale, à Melbourne, où elle est battue par la favorite locale Sarah Fitz-Gerald en trois jeux. Pendant un certain temps, le fait de ne pas avoir remporté un titre mondial a été vécu difficilement: « Je suis plus gentille avec moi-même maintenant, et fière de ce que j'ai fait, mais à l'époque cela m'a fait mal, d'être si proche de remporter le titre mondial. »
Au cours d'une carrière de 12 ans sur le circuit international, Leilani Joyce remporte 16 titres WSA. Elle  remporte également quatre titres nationaux néo-zélandais. Elle est désignée Sportive Maori de l'année à deux reprises, et Sportive néo-zélandaise de l'année.
Elle est la première championne du monde en double de squash avec Philippa Beams en 1997. Elle prend sa retraite du circuit professionnel en 2002, après avoir remporté des médailles d'or dans les doubles féminin et en double mixte aux Jeux du Commonwealth. En 2009, elle est intronisée au New Zeland squash hall of fame.

## Vie privée
En 2002, elle épouse Blair Rorani au Hamilton New Zealand Temple (en). Ils ont quatre enfants.
Maintenant connue comme Leilani Rorani, la famille Rorani vit à Sydney .

## Palmarès

### Titres
- British Open : 2 titres (1999, 2000)
- Hong Kong Open: 2001[5]
- Heliopolis Open : 2000
- Australian Open : 2000
- Al-Ahram International : 2000
- Carol Weymuller Open : 1999
- Championnats de Nouvelle-Zélande : 4 titres (1995, 1997, 1998, 2001)

### Finales
- Championnats du monde de squash: 2000, 2001
- Qatar Classic : 2001
- Open du Texas : 2000
- Heliopolis Open : 1999
- Australian Open : 1999